# Eumecopoda
Eumecopoda is een geslacht van rechtvleugeligen uit de familie sabelsprinkhanen (Tettigoniidae). De wetenschappelijke naam van dit geslacht is voor het eerst geldig gepubliceerd in 1922 door Hebard.

## Soorten
Het geslacht Eumecopoda omvat de volgende soorten:
- Eumecopoda cyrtoscelis Karsch, 1888
- Eumecopoda moluccarum Griffini, 1908
- Eumecopoda reducta Hebard, 1922
- Eumecopoda superba Bolívar, 1898
- Eumecopoda walkeri Kirby, 1891